# Johann Georg Ferdinand Jacobi
Johann Georg Ferdinand Jacobi (* 14. Juni 1766 in Winningen; † 30. Oktober 1848 in Dresden) war ein Jurist und Bürgermeister von Dresden.

## Leben
Johann Georg Ferdinand Jacobi war das älteste von zwölf Kindern des Berg- und Hütteninspektors Heinrich Daniel Jacobi und dessen Ehefrau Johanna Maria Ziller (* 24. Dezember 1740; † 28. Dezember 1782), die Tochter des Hessen-Kasselschen Hüttenverwalters Johann Conrad Ziller. Sein Bruder Gottlob Julius Jacobi war der Mitbegründer des späteren Gutehoffnungshütte-Konzerns.
Sein Vater wurde mit dem sächsischen Finanzassistenzrat Stölzer aus Dresden bekannt, als dieser sich in Koblenz aufhielt. Aufgrund dieser Bekanntschaft wurde vereinbart, dass der Finanzassistenzrat Stölzer Johann Georg Ferdinand Jacobi mit nach Dresden nehmen solle, damit dieser dort die Schule besuche könne. Er kam am 15. September 1777 in Dresden an und besuchte ab dem 3. Oktober 1777 das dortige Gymnasium, die Kreuzschule. Während dieser Zeit kam er bei der Familie Stölzer unter, die ihn wie ihr eigenes Kind aufnahmen.
Zu Ostern 1784 begann er ein Studium der Rechtswissenschaften in Leipzig. Nach Beendigung des Studiums kehrte er in sein Vaterhaus nach Winningen zurück. Am 4. Oktober 1787 erhielt er die Erlaubnis zu einer Advokatenpraxis, allerdings erging auch der Hinweis, dass er als Protestant nicht im Staatsdienst angestellt werden könne. Einige Jahre übte er juristische Geschäfte auf dem Gebiet von Trier und in den benachbarten Grafschaften Wied und Sayn. Weil er aber aufgrund seines lutherischen Glaubensbekenntnisses nur sehr begrenzt und eingeschränkt tätig werden konnte, kehrte er nach Dresden zurück. Dort war er als Gesellschafter, Vorleser und Privatsekretär beim Kriegsrat Johann August Ponickau auf Klipphausen bis zu dessen Tod 1802 tätig, anschließend ließ er sich in Dresden als Advokat immatrikulieren. In dieser Zeit beschäftigte er sich auch mit der Schriftstellerei und schrieb gemeinsam mit seinem Freund, dem Dresdner Stadtgerichtsaktuarius Karl Gottlob Albrecht, den zweibändigen Roman „Faustins Halbbruder oder Ludwig Schobinger, eine wahre Geschichte aus der neuesten Zeit von zwey Freunden“.
Er bewarb sich anschließend um eine Stelle im Stadtmagistrat und wurde daraufhin zum Senator gewählt. Als solcher hatte Jacobi anfangs das Amt des Stadtgerichts-Assessor und des „General-Akzise-Subco-Inspektors“ inne. Ab 1812 war er Deputierter bei der sogenannten „Ober-Vormundschafts-Stube“. Um 1815 war er zudem Stadtrichter, Polizeirat, Inspektor der Johanniskirche und Deputierter bei der Quatember-Steuereinnahme. 1820 wurde er Deputierter bei der Brandkasse. 1822 war er zudem auch Verwalter des geistlichen Brückenamtes, das sowohl die Brücke als auch die Kreuzkirche verwaltete und er war nunmehr Inspektor der Kreuz- und der Frauenkirche.
1823 ist Johann Georg Ferdinand Jacobi erstmals als beisitzender Bürgermeister erwähnt. In dieser Aufgabe war er weiterhin für die Verwaltung des Leubnitzer Amtes und des Gotteskastens zuständig. Er war in jenem Jahr außerdem Inspektor der Niederlage- und Wagenpfennig-Einnahme, der „Behrischen Frey-Schreibe-Schule“ (eine Armenschule für 25 Kinder), Deputierter bei der Leipziger Steuerkreditkasse sowie beim Dresdner Leihhaus. Aufgrund seiner Erfahrungen in der Kommunalpolitik wurde er schließlich vom Stadtrat zum amtierenden Bürgermeister bestimmt. Nach seinem Ausscheiden aus dem Amt 1836 wurde das Bürgermeisteramt durch eine von den Ratsmitgliedern ausgerichtete Wahl demokratisch neu besetzt, so dass er der letzte vom Stadtrat bestimmte amtierende Bürgermeister war.
Johann Georg Ferdinand Jacobi war zweimal verheiratet. Nach dem Tod seiner ersten Ehefrau, Anna Maria Magdalena († August 1803 in Dresden), heiratete er am 5. Dezember 1809 in Loschwitz Johanne „Jeanette“ Marianne geb. Hauschild (* 29. Januar 1783; † 23. September 1810 in Dresden), die Witwe von Gustav Christian Weinlig (* 1781; † 6. Juni 1806 in Dresden).

## Ehrungen
Für seine Verdienste wurde nach Johann Georg Ferdinand Jacobi 1892 die Jacobistraße im Stadtteil Striesen benannt.

## Werke
- Faustins Halbbruder oder Ludwig Schobinger, eine wahre Geschichte aus der neuesten Zeit von zwey Freunden. Freyberg: Craz, 1802.